# المسائل السفرية
المسائل السفرية رسالة ألفها ابن هشام الأنصاري بين فيها إعراب آيات من القرآن سئل عنها وهو في السفر فأجاب عن ذلك.

## موضوع الكتاب
مسائل في اللغة العربية عن بعض آيات من القرآن حيث ذكر فيه ست وأربعين مسألة سئل عنها وهو في السفر .
معظم هذه المسائل هي إعراب لكلمات يستشكل إعرابها, وبعضها ليس بإعراب وبعضا سؤال عن حديث نبوي. 

## أمثلة من مسائل الكتاب

### المسألة الثالثة
ما إعراب أحوى من قوله تعالى {فَجَعَلَهٌ غُثَاءً أَحْوى} [الأعلى : 5]
الجواب: 
إن فسر بالأخضر كان حالاً من المرعى.
أو بالأسود كان صفة للغثاء.

### المسألة الخامسة عشرة
{ فَسَلِّموا على أَنْفُسِكم تحيةً من عند الله } [ النور : 61 ] علام انتصب تحية.
الجواب : على أنه مفعول مطلق عامله سلموا لأنه من معناه.
ونظيره قول الحماسي : [ عبدة بن الطبيب ]
ومن قدر في قعدت جلوساً عاملاً محذوفاً من لفظ المصدر ومعناه – وهو سيبويه - قدر هنا مثله.